# Капска росуља
Капска росуља (Drosera capensis, : []), је вишегодишња месождерка која формира розету, из породице цветница Droseraceae. Аутохтона је у региону Капа у Јужној Африци, где расте у стално влажним, хранљивим материјама сиромашним стаништима. Њени издужени, грубо дугуљасти листови су полу-усправни и имају изражену петељку. Ово је прилично варијабилна биљка са неколико препознатих облика раста, од којих неки формирају кратку стабљику. Као и код свих росуља, листови су прекривени жлездама на дршкама које луче лепљиву слуз. Оне привлаче, хватају и варе зглавкарски плен, добијајући хранљиве материје које допуњују унос из супстрата у којем биљка расте. D. capensis има драматично покретне листове који се увијају око ухваћеног плена, спречавајући његов бег и олакшавајући варење.
Први пут забележена крајем 17. века, D. capensis је била једна од пет врста Drosera укључених у прво издање Species Plantarum Карла Линеа. Релативно велика, „упадљива” врста која лако цвета и сматра се веома лаком за узгој, гајена је у Европи као куриозитет од средине 18. века и данас је једна од најраспрострањенијих росуља. Такође је опсежно проучавана, укључујући и као потенцијални извор биоактивних једињења од фармаколошког интереса, и била је прва росуља која је подвргнута секвенцирању целог генома. Иако је често ретка и локализована у свом родном подручју, постала је натурализована у неколико земаља након намерних увођења, а наведена је и као инвазивна врста на Новом Зеланду.

## Карактеристике

### Хабитус
D. capensis је вишегодишња зељаста биљка која формира розету обично пречника 10—15 cm (4—6 in), иако повремено и до 30 cm (12 in). Њени уски, дугуљасти листови су полу-усправни. Као и код свих врста росуља, лиске су прекривене жлездама на дршкама ('пипцима') које луче лепљиву слуз. Оне привлаче, хватају и варе инсекте и друге зглавкаре као 'плен'. Нови листови расту из центра розете, а остаци старих листова постепено формирају кратку стабљику, обично дужине око 4 cm (1,6 in), али понекад и до 15 cm (5,9 in). Корени су ретки, задебљали и достижу дужину од око 15—20 cm (6—8 in), ретко се гранају. Током лета, биљка производи једну или две релативно високе цвасти, свака са између 15 и 30 цветова. Латице су обично бледољубичасте.

#### Облици раста
D. capensis је прилично варијабилна широм свог ареала и неколико различитих облика је неформално идентификовано. У својој књизи из 1986. године Insect-eating Plants and How to Grow Them, Адријан Слак је поменуо два облика:
- 'типични облик' са лиском ширине до 8 mm (0,31 in) и дужине до 38 mm (1,5 in), цветовима ширине до 2 cm (0,79 in), који формира стабљику и развија 'полу-пузећи' хабитус
- 'усколисни облик', мањи у целини, са ужим листовима, минималним формирањем стабљике и мањим цветовима који се производе раније.[5]

Питер Д'Амато је описао четири облика у својој књизи из 1998. године The Savage Garden: Cultivating Carnivorous Plants:
- D. capensis „типични” са црвеним пипцима на листовима дугим 3—6 in (7,6—15,2 cm), и формира пузећу стабљику
- D. capensis „уски” са уским листовима и мањом тенденцијом формирања стабљике
- D. capensis „алба” сличан „уском” облику, али са белим цветовима и бледим пипцима
- D. capensis „црвени” сличан „уском” облику, али потпуно црвенкасто-бордо боје када расте на јаком светлу, са тамнорозе цветовима[6]

Роберт Гибсон је приметио потешкоће у додељивању неозначених биљака било којем од неформално описаних облика, због кратких описа и варијација биљака у одговору на услове раста. Он је детаљно описао девет различитих облика:
| Облик                 | Хабитус                              | Листови                                                                                               | Петељка                            | Лиска                                                | Цветови                                               | Жигови                                                                           | Стабљика                              | Локалитети |
| --------------------- | ------------------------------------ | --- | ---------------------------------- | ---------------------------------------------------- | ----------------------------------------------------- | -------------------------------------------------------------------------------- | ------------------------------------- | --- |
| Широколисни           | Снажан                               | Зелени, доња страна ретко прекривена нежлезданим длакама                                              | >3 mm ширине, око 60% ширине лиске | >3 mm, до 8mm ширине                                 | Велики, ~3 cm, обично тамнољубичасти                  | Неправилно јајасти до елиптични, значајно се шире од ваљкастих сегмената стубића | Упадљива, до 15 cm                    | Западни део Западног Кејпа: Резерват природе Силвермајн; Приватни резерват природе Вогељгат; бивша фарма Бергвлиет |
| Усколисни             | Типичан                              | Маслинастозелени до црвенкасти, до око 12 cm дужине, доња страна ретко прекривена нежлезданим длакама | <=3 mm                             | <=3 mm, сличне дужине као петељка и до два пута шире | ~2 cm, бледољубичасти                                 | Ваљкасти до уско јајасти                                                         | Нема, или до 5 cm код старијих биљака | Типичан облик у дивљини                                                                                            |
| Црвенолисни           | Типичан                              | Живо црвени под јаким осветљењем, доња страна са мало нежлезданих длака                               | Као усколисни                      | Као усколисни                                        | До 2 cm, сегменти стубића тамнољубичасти              | Неправилно јајасти                                                               | Као усколисни                         | Првенствено Гифберг, али и Травелерс Рест, плато Коуе Бокевелд и Столна планина                                    |
| Белоцветни            | Типичан                              | Златнозелени; пипци са безбојним дршкама и зеленим до бледоцрвеним жлездама                           | Као усколисни                      | Као усколисни                                        | 10–14 mm, беле латице                                 | Умерено проширени                                                                | (није описано)                        | Изгледа да се појавио спонтано у узгоју                                                                            |
| Мини                  | Компактан                            | Маслинастозелени, збијени                                                                             | 1.5–2 mm                           | 3–4 mm                                               | До 2 cm, тамнољубичасти, на несразмерно високој дршци | (није описано)                                                                   | Највише неколико cm дужине            | Висока планинска подручја близу Сереса, Бејнсклуф (Матросберг), горње падине Бавијансклуф између 1000 и 1800 m     |
| Травелерс Рест        | Џиновски                             | Зелени или потпуно црвени, веома велики (розете до ~30 cm)                                            | Дужа од лиске, око 2 mm ширине     | Око 3 mm ширине                                      | Око 1.5 cm, бледољубичасти, сегменти стубића ваљкасти |                                                                                  | (није описано)                        | Обале реке Доринг код Травелерс Реста, источно од Кланвилијама                                                     |
| Лопатасти листови (1) | Редак, подсећа на D. anglica         | Зелени                                                                                                | ~2 mm                              | ~6 mm                                                | (није описано)                                        | (није описано)                                                                   | (није описано)                        | Веома влажно место на превој Гидо близу Сереса, ~1000m                                                             |
| Лопатасти листови (2) | Отворен са израженим интернодијумима | Зелени                                                                                                | (као претходни?)                   | (као претходни?)                                     | (није описано)                                        | (није описано)                                                                   | Упадљива                              | Превој Бејнсклуф, такође могуће Вајхуксклуф близу Сереса, и превој Монтагу.                                        |
| Лопатасти листови (3) | Компактан                            | До 6 cm дужине, спирално распоређени, доња страна са обилним нежлезданим длакама                      | До 1 mm ширине                     | До 3 mm ширине                                       | До 1.6 cm ширине, латице тамнољубичасте               | Тамнољубичасти, неправилно јајасти                                               | Формира се веома споро                | У узгоју, порекло непознато                                                                                        |

Гибсон је такође приметио повремене биљке 'усколисног' облика са увећаним брактеолама са длакама за хватање инсеката; и неке црвенолисне биљке које развијају ред длака за хватање инсеката на латицама.

### Листови и карниворија

#### Морфологија
D. capensis има издужене, грубо правоугаоне листове са израженом петељком која је обично сличне дужине као лиска, иако код неких облика раста може бити значајно дужа. Вернација је коленасто-увојита, лиска се прво одвија од петељке, а ивица лиске и пипци се одмотавају према споља од осовине листа.
У пресеку, петељка је уски трапез са задебљаним средњим ребром на доњој (абаксијалној) страни. Има прекривач од финих, провидних белих длака; ретке су на горњој (адаксијалној) површини, а ретке до умерене на доњој површини.
Лиска је обично нешто шира од петељке. Има дуге, жлездане длаке (или 'пипке') око ивица горње површине, које окружују краће жлездане длаке у средини лиске. Доња површина лиске нема пипке, али има редак до умерен прекривач од краћих белих, провидних, раширених длака.
D. capensis има упадљиве залиске у основи листова; они су смеђи и грубо троугласти, мембранозни, са врхом нетакнутим или благо подељеним на сете, дужине 6—8 mm (0,24—0,31 in) и ширине 4—5 mm (0,16—0,20 in).
Врсте рода Drosera показују бројне различите типове жлезданих трихома (длака). Поред великих 'пипака' укључених у хватање плена, листови D. capensis имају два типа микроскопских жлезданих трихома: трихоме 'Типа 3' (кратки, неразгранати, дворедни, дршка дво- или троћелијска, жлезда вертикално подељена) и трихоме 'Типа 10' (неразгранате кратке жлездане длаке, дршка дворедна, жлезда вишећелијска).

#### Кретање и хватање плена
Као и све росуље, D. capensis привлачи, хвата и вари плен помоћу жлезданих трихома на дршкама ('длака' или 'пипака') које луче капљице лепљиве слузи која садржи дигестивне ензиме. Када потенцијални плен додирне ивичне пипке, они се савијају ка центру листа, доводећи плен у контакт са више пипака. Суседни ивични пипци се такође крећу ка плену, што отежава бег плена и олакшава варење.
D. capensis је међу врстама росуља код којих и сама лиска показује значајно кретање. Када се детектује плен, лиска листа ће се полако савијати ка унутра око локације плена, обавијајући га. Код D. capensis лист се може савити за више од 180 степени, 'увијајући' се око плена. Степен савијања листа зависи од локације плена; што је плен ближи врху листа, то је израженији одговор савијања.
Експерименти који су укључивали третман листова D. capensis са ауксином (индол-3-сирћетна киселина, IAA) и инхибитором транспорта ауксина (2,3,5-тријодобензојева киселина, TIBA) показали су да је савијање листа изазвано хормоналним стимулусом раста који се преноси од врха листа до тачке савијања, а индуковано је сигналом који потиче са локације плена.

#### Слуз
Слуз коју производе жлездани пипци D. capensis је ~4% водени раствор киселог полисахарида који садржи ксилозу, манозу, галактозу, глукуронску киселину и естар сулфат у односу 1:6:6:6:1, са pH вредношћу од 5. Вискозна је — отприлике шест пута вискознија од воде на 20 °C (68 °F) — и толико лепљива да када је свежа може формирати нити дуге до 1 m (3,3 ft).

### Цветови и семе
Биљка производи једну, две или повремено три цвасти, обично високе 15—25 cm (5,9—9,8 in), али понекад само 10 cm (3,9 in) или до 35 cm (14 in). Дршка цвасти, педицели и абаксијална површина чашичних листића имају умерен прекривач од грубих, провидних белих, раширених длака.
Свака цваст носи бројне цветове, обично 15–30+, али повремено само 6. Цветови са пет латица су распоређени дуж једне стране педункула и отварају се узастопно, почевши од основе. Педицели су полу-усправни и дуги 3—6 mm (0,12—0,24 in). Чашични листићи су јајасти, дуги 3—5 mm (0,12—0,20 in) и широки 15—2 mm (0,591—0,079 in), и обично зелени. Латице су такође јајасте, дуге 8—15 mm (0,31—0,59 in) и широке 5—12 mm (0,20—0,47 in) и обично бледољубичасте, понекад са тамнијом љубичастом основом. Постоје и облици са тамнољубичастим или белим латицама.
Има пет прашника, дужине 3—4 mm (0,12—0,16 in) са ружичастим филаментом и жутим антерама и поленом. Врх филамента је проширен између антера. Плодник је зелен, јајаст, дуг 2 mm (0,079 in) и пречника 15—2 mm (0,591—0,079 in). Три љубичаста стубића су дуга 4—8 mm (0,16—0,31 in), рачвају се у основи и леже суб-хоризонтално, ширећи се у жигове који су цилиндрични до неправилно јајасти.
Цветови су самооплодни и аутогамни (самоопрашујући). Обилно семе се производи у дехисцентним капсулама, које сазревају 4–5 недеља након опрашивања. Семе је тамносмеђе, сјајно, цилиндрично са суженим крајевима, дужине отприлике 07—10 mm (0,28—0,39 in) и пречника 01—02 mm (0,039—0,079 in). Теста је дубоко уздужно избраздана, са нешто плићим попречним браздама које формирају мрежасту (ретикуларну) површину.

### Биохемија
Росуље производе низ биоактивних једињења, укључујући нафтохиноне, флавоноиде и њихове гликозиде, као и друге секундарне метаболите. D. capensis садржи нафтохинон раментацеон (7-метилјуглон) и трагове плумбагина (његовог изомера).[ Ова једињења имају антифидантна, алелопатска и антимикробна својства и верује се да играју одбрамбену улогу у биљкама. Такође су од интереса због своје потенцијалне медицинске употребе, укључујући антибактеријске и анти-канцерогене примене.
D. capensis садржи флавоноиде мирицетин и кверцетин, који су такође од фармаколошког интереса. Врста је била предмет студија које су имале за циљ повећање биосинтезе њених нафтохинона и флавоноида применом елицитора, укључујући јасмонате и Agrobacterium rhizogenes, и у ћелијској култури индуковањем формирања калуса.

### Генетика
D. capensis је тетраплоидна врста са бројем хромозома 2n=40.
Црвенолисни облик врсте био је прва росуља — и прва карниворна биљка из реда Caryophyllales, који такође укључује Nepenthes, Aldrovanda, Drosophyllum и Dionaea — која је подвргнута секвенцирању целог генома. Геном обухвата укупно 264 Mbp.

## Распрострањеност и станиште
Аутохтони ареал D. capensis обухвата целу ширину јужне обале провинције Западни Кејп, протежући се северно од Кејптауна до Гифберга и источно у Источни Кејп све до Порт Елизабета. Пријављена је из Брандфонтејна близу Бредасдорпа; Елима; Хаухука; Сереса; близу пута N7 између Кланвилијама и Цитресдала; реке Ферлоренфлеј; Хермануса; Парла; Национални парк Столна планина; реке Дип близу Пламстеда; Риверсдејла укључујући реку Коринте; Франшхука; Јонкерсхука; Вилјунспаса; превој Траду; Тулбаг Клуфа; Тивотерсклуфа; и Бејнсклуфа.
Налази се на надморским висинама од 0—1.800 m (0—5.900 ft) у стално влажним стаништима као што су цурења, ивице потока и обалске мочваре, и на заштићеним локацијама као што су подножја литица. Биљка расте у тресетним или песковитим земљиштима, на стенама прекривеним маховином, у кварцитном шљунку или у слојевима маховине Sphagnum. На местима цурења може расти на скоро вертикалним стенама. Упркос својој репутацији корова у узгоју, D. capensis је често ретка или локализована у свом природном станишту, иако може постати локално бројна тамо где је конкурентска вегетација сузбијена, као на пример након пожара.

## Таксономија

### Ботаничка историја

#### Пре-Линеовски период
D. capensis је први пут уведена у западну ботанику око краја 17. века. Паул Херман је постао један од првих ботаничара који је сакупљао хербаријумске примерке биљака из Холандске Капске колоније током свог путовања у Холандски Цејлон у априлу 1672. године,‍:65 али његов план за детаљну публикацију о афричким биљкама није реализован пре његове смрти 1695. године и његова колекција се касније фрагментирала.‍:210 Каталог биљака које је Херман посматрао на Капу објављен је 1737. године, као додатак делу Thesaurus Zeylanicus Јоханеса Бурмана. Биљка која би могла бити D. capensis наведена је међу четири типа Ros Solis (росуље) у овом делу, описана као Ros Solis Africanus, folio lato, & longo (Афричка росуља, широк и дуг лист).‍:19 Извори се не слажу да ли су све наведене биљке заиста сакупљене од стране Хермана, или само посматране. Трећи том Historia Plantarum Џона Реја, објављен 1704. године, укључивао је описе три афричке Ros Solis, који су приписани Вилијаму Шерарду. Међу њима је и Ros Solis Africanus, foliis praelongis, caule nudo altissimo (Афричка росуља, веома дуги листови, веома висока гола стабљика).
Детаљна гравура и опис D. capensis дати су у Бурмановој Rariorum Africanarum Plantarum из 1739. (Decas Octava) под именом фразе „Drosera foliis ad radicem longissimis, floribus spicatis”. Бурман је навео да је примерак добио од Лорена Гарсена у чијој колекцији је био описан као „Ros Solis Capensis, foliis longissimis, circinnatis, floribus purpureis, spicatis”.

#### Лине и каснији 18. век
Drosera capensis је била једна од пет врста Drosera укључених у Species Plantarum Карла Линеа из 1753. године, где је дао кратак опис „DROSERA scapis radicatis, foliis lanceolatis” и порекло „habitat in Aethiopia”. Лине је као синониме за D. capensis навео три ранија описа поменута горе.
Године 1757, Џон Хил је дао дугачак опис врсте на енглеском језику у илустрованом делу Eden, or a compleat body of gardening. Хил није користио Линеово биномијално име, већ је дао само наслов „Афричка росуља”, али увод јасно показује на коју се врсту мисли:
Предлажемо овде знатижељнима малу биљку, јединствену у својој врсти као баштенски украс; и иако је пореклом из најтоплијих делова Африке, способна је да без штете поднесе нашу климу у потпуној изложености.
Већина оних који су се бавили афричким биљкама су је именовали. Херман је назива, Ros solis folio lato : а Реј, Ros solis foliis praelongis.—Лине, који је усвојио за род име Drosera, додаје као одлику ове врсте, foliis lanceolatis, scapis radicatis : копљастолисна Drosera, са цветном дршком голом од корена.

Није различита у општем облику од росуља Европе; али је већа и упадљивија од свих њих; и финије боје.
Хил је укључио и детаље о узгоју, напомињући да је „господин Шерард из семена извађеног из главица примерака биљке са Капа, узгојио неколико обећавајућих коренова на мочвари” и да се биљка може гајити поред Sarracenia.
Гравура D. capensis у Хиловом делу — коју је касније Петер Јонас Бергијус описао као mala ('лоша') — појављује се поред друге карниворне биљке, Nepenthes. Нема назнака да је Хил био свестан ове заједничке карактеристике, и он претпоставља (нетачно) да секреције обе биљке служе за „избацивање сувишне влаге”.
D. capensis је једина врста Drosera наведена у краткој дисертацији Flora capensis коју је бранио Линеов ученик Карл Венман 1759. године; такође је била једина Drosera укључена у Бергијусово дело из 1767. Descriptiones plantarum ex Capite Bonae Spei. Још један од Линеових ученика, Карл Тунберг, провео је три године на Капу између априла 1772. и марта 1775. Тунберг је вршио ботаничка истраживања подручја док је истовремено учио холандски као припрему за даље путовање у Јапан, који је под изолационистичком политиком Сакоку периода Едо био отворен само за Холанђане.‍:57 D. capensis се појавила у два дела која је Тунберг објавио крајем 18. века. У Prodromus plantarum Capensium наведена је међу четири врсте Drosera које је Тунберг сакупио на Капу између 1772. и 1775. године, са кратким описом D. caule erecto bifido, foliis lanceolatis (D. усправна, рачваста стабљика; копљасти листови). Године 1797. Тунберг је објавио Dissertatio botanica de Drosera (коју је бранио његов студент Данијел Хај) која је дала структуриран третман десет врста тада укључених у род Drosera. Одељак 5 овог дела (Characteres specierum) пружио је инфрагенерички распоред рода Drosera заснован на карактеристикама цвасти, у којем је D. capensis смештена у групу Scapigerae (које носе дршку) заједно са D. cuneifolia, D. rotundifolia и D. longifolia. Распрострањеност је наведена као „ређа у планинама”.

#### 19. век
Тунбергова Flora capensis из 1823. године укључивала је Drosera capensis међу пет врста јужноафричких Drosera, наводећи детаље о периоду цветања (септембар до новембар).
Године 1824. Огистен Пирам де Кандол је пружио прву систематску ревизију рода Drosera у свом делу Prodromus systematis naturalis regni vegetabilis, са инфрагенеричком класификацијом 32 врсте у две секције, од којих је свака имала две серије. Де Кандол је сместио D. capensis у секцију Rorella серију Acaules, foliis radicalibus saepius rosulatis (Без стабљике, са коренским листовима често розетастим).
Године 1848. Жил Емил Планшон је објавио нови третман рода Drosera у Annales des sciences naturelles. Botanique. Ово је обухватило 88 врста распоређених у 13 секција заснованих на морфолошким карактеристикама, укључујући поделу стубића. D. capensis је смештена у секцију Rossolis, коју је карактерисао хипогини цвет са пет прашника; три стубића, рачваста од основе, са батинастим, неподељеним или дводелним врхом жига; и три вишеовуларне плаценте.
Ото Вилхелм Зондер је пружио ботанички опис врсте на енглеском језику у Flora capensis из 1859. године, коју је произвео са Вилијамом Хенријем Харвијем. Ово је укључивало конкретније детаље о локацији — „Влажна места, у субалпским ситуацијама, близу Кејптауна: Дутојтс-клуф; Парлберг, и Тулбаг итд.”
Господа из расадника Веич представила су биљку Краљевском ботаничком друштву у Лондону 22. априла 1874, и такође је увели у Краљевску ботаничку башту, Кју. Била је забележена међу занимљивим биљкама пријављеним 1875. у La Belgique Horticole:
Биљка за хладни стакленик, занимљиве и интересантне структуре, са дугим петељкама, линеарно-дугуљастим, тупим листовима, и прекривена жлезданим длакама.
Године 1880, исти часопис је објавио илустровану белешку о D. capensis и D. spatulata од Едуарда Морена, препоручујући ове врсте Drosera као „међу најзанимљивијим и најлакшим за узгој”. Белешка је пружила детаљне информације о узгоју, укључујући запажања да биљке захтевају чисту воду и да су калцифуге. Илустрације су биле засноване на биљкама гајеним у стакленицима где су „успевале неколико година, размножавале се и редовно цветале”. Морен је описао узгој биљака у најхладнијем делу топлог стакленика, где су заливане капљицама кондензације са крова.
Биљку је илустровала Матилда Смит у Curtis's Botanical Magazine 1881. године, заједно са описом Џозефа Далтона Хукера који је приметио да је цветала у јулу у хладном стакленику у Кјуу.
У третману породице Droseraceae Карла Георга Оскара Друдеа из 1888. године, D. capensis је наведена као једна од примера врста унутар подрода Ros-solis секције Vagae.

#### 20. век
Године 1906, прва права монографија породице Droseraceae објављена је у Das Pflanzenreich од стране немачког ботаничара и сакупљача Лудвига Дилса. Дилс се надовезао на Планшонову ранију инфрагенеричку класификацију и сместио D. capensis у подрод Rorella, секцију Rossolis, серију Eurossolis. Дилсова монографија се и даље сматрала стандардном референцом за анатомију и морфологију рода Drosera више од једног века касније. Укључивала је детаљне коментаре и илустрације о клијању код D. capensis.‍:4

### Инфрагенеричка класификација
Од 2019. године, D. capensis је смештена у Drosera sect. Ptycnostigma, према проширеној дефиницији коју су установили Флајшман и сарадници на основу филогенетских података. Ова секција садржи све афричке росуље осим D. regia и D. indica.

## Узгој
D. capensis је једна од најшире гајених росуља. То је релативно велика, 'упадљива' врста чији листови показују драматично кретање као одговор на хватање плена. Лако се размножава, брзо расте, спремно производи атрактивне цветове и сматра се веома лаком за узгој.

### Услови узгоја
Биљка захтева топло-умерене услове и често се гаји као собна биљка (на прозорској дасци или у тераријуму), у стакленику или напољу у подручјима са одговарајућом климом. Може да поднесе ретку, краткотрајну изложеност температурама испод нуле; биљка може одумрети изнад земље и поново израсти из корена када се врати топлота. Преферира пуно сунце, али толерише и делимичну сенку, и захтева стално влажне или мокре услове, па се обично гаји у тањиру или посуди са кишницом. Подлога за узгој је често на бази тресета — на пример, мешавина тресета и песка или перлита — или жива маховина Sphagnum.

### Размножавање

#### Сексуално
D. capensis се лако размножава семеном. Биљка је самооплодна и производи стотине ситних семенки, које лако клијају на влажној подлози. У повољним условима узгоја, саднице могу нарасти до цветајуће зрелости за једну годину.

#### Асексуално
Врста се може размножавати вегетативно путем резница листа или корена. Цели листови се могу ставити на влажну подлогу и развиће младе биљке док оригинални лист умире; алтернативно, цео надземни део биљке се може уклонити и поново засадити, и често ће развити ново корење, док ће оригинално корење формирати нову тачку раста. Кратки (1.5–3 cm) делови корена здраве биљке могу се узети као резнице и поново засадити, формирајући нове пупољке за 2–6 недеља.

### Штеточине
Врста има мало штеточина у узгоју, али је могу напасти гусенице и биљне ваши, које нападају цветне стабљике.

### Култивари и хибриди
Следећи култивари Drosera capensis су наведени од стране Међународног друштва за карниворне биљке, које је Међународни ауторитет за регистрацију култивара за карниворне биљке:
| Култивар                               | Опис                                                                                                   |
| -------------------------------------- | --- |
| Drosera 'Albino' Hort. Borret & Farrow | Бели цветови, недостатак црвене боје у листовима и пипцима                                             |
| Drosera 'Narrow Leaf' Hort. Д'Амато    | Сличан „типичном облику”, али са уском лиском и петељком, компактнији, ретко производи високу стабљику |

Drosera 'Albino' и Drosera 'Narrow Leaf' су обе добиле Награду за заслуге у вртларству од Краљевског хортикултурног друштва.
Следећи хибридни култивари рода Drosera са учешћем D. capensis су наведени од стране ICPS:
| Култивар                           | Родитељи                               | Опис |
| ---------------------------------- | -------------------------------------- | --- |
| Drosera 'Anemone' Hort. H.Carlton  | D. oblanceolata × spatulata × capensis | Снажна розетаста биљка са издуженим листовима између 'лопатастог' и 'тракастог' облика; веома висока цваст са бледо ружичастим цветовима |
| Drosera 'Hercules' Hort. C.Trexler | D. capensis × aliciae                  | Слична по хабитусу D. capensis, али са упадљиво проширеним листовима који се једва савијају, и тенденцијом да формира групе              |

## Статус заштите
Ажурирано: јун 2025., Drosera capensis нема процену на IUCN-овој црвеној листи. На Црвеној листи јужноафричких биљака Јужноафричког националног института за биодиверзитет наведена је као 'Најмања забринутост', што је категоризација која се примењује аутоматски јер није истакнута у процесима скрининга који се користе за одабир таксона од потенцијалног конзервационог значаја за детаљну процену. Године 2020, као део велике процене статуса заштите карниворних биљака, процењена је према IUCN критеријумима као 'Најмања забринутост'.

## Инвазивна врста
Drosera capensis је намерно унета у мочварна станишта у бројним земљама ван свог природног ареала, укључујући Нови Зеланд, Сједињене Државе, Јапан, Аустралију, Бразил и Азоре. Многе од ових локација су еколошки осетљиве, а уведене врсте попут D. capensis могу се такмичити са угроженом локалном флором.‍:16 На Новом Зеланду, D. capensis је наведена у регистру Националног споразума о штетним биљкама, што значи да је њена продаја или комерцијално размножавање забрањено према Закону о биобезбедности из 1993. Успоставила се у планинском венцу Ваитакере, било због намерног сађења или путем контаминације земљишта из других унетих биљака. Верује се да се њено семе шири путем водених птица. Врста је подложна 'одрживој контроли' према Регионалном плану управљања штеточинама Конзервације Окланда.
У округу Мендосино у Калифорнији, мочвара Албион — уздигнута мочвара у ретком станишту патуљасте шуме — заражена је неаутохтоним карниворним биљкама као резултат намерних садњи ентузијаста од 1960-их па надаље. Drosera capensis је формирала густе састојине, надмећући се са домаћом D. rotundifolia, а конзерватори су утврдили да ју је немогуће искоренити.‍:99
У Аустралији, D. capensis је пријављена као натурализована на једном месту у Краљевском националном парку, где је примећено најмање 100 одраслих биљака.
На Хавајима, иако није познато да је натурализована, процењена је као врста 'високог ризика' од стране иницијативе Plant Pono због карактеристика као што су њена самооплодност; обилна производња семена; способност хибридизације; брз раст до зрелости; толеранција на широк спектар услова узгоја; и способност регенерације након мраза и оштећења од пожара.
Врста је наведена (са 'ниским' рејтингом ризика) у A Global Compendium of Weeds.